# 高雄陽信銀行女子足球隊
高雄先鋒女子足球隊，是台灣的女子足球俱樂部，成立於2016年，參加台灣木蘭足球聯賽。
於2024年正式從高雄陽信女子足球隊改名為高雄Attackers FC，同時為台灣女足首支職業足球隊。

## 簡介
高雄陽信銀行女子足球隊成立於2016年，由高雄市體育會足球委員會負責組隊，由幾名資深國腳領軍，加上以國立屏東教育大學球員為主體，搭配中山工商等地青年軍。陽信商業銀行冠名贊助。2023年2月，柏文健康事業(健身工廠)由贊助商身分轉變為入主球隊取的經營權，並以擁有營運權的楠梓足球場為主場。

## 隊職員及球員名單
更新日期：2022年10月15日 
| 總領隊   | 郭志鴻 |
| 領隊     | 劉世芳 |
| 球隊經理 | 劉翰旻 |
| 技術總監 | 賴冠州 |
| 管理     | 張卉靜 |
| 媒體攝影 | 洪健洋 |

| 總教練   | 豬口武志 |
| 助理教練 | 高才虎   |
| 守門教練 | 呂昆錡   |
| 翻譯     | 吳雨珊   |

| 防護員     | 黃暖軒 |
| 物理治療師 | 鄭珮姍 |

註釋：國旗表示球員在國際足聯資格規則定義的國家隊。球員可能擁有一個以上非國際足聯國籍。
| 號碼 |          | 位置 | 球員                                           |
| ---- | -------- | ---- | ---------------------------------------------- |
| 1    | 臺灣地區 | 门将 | 吳芳瑜（ 2005 年3月19日）                      |
| 2    | 臺灣地區 | 中场 | 藍昱絜（ 2000 年11月16日）                     |
| 3    | 臺灣地區 | 中场 | 張煜婷（ 2003 年7月10日）                      |
| 4    | 臺灣地區 | 后卫 | 林瓊鶯（ 1987 年11月22日）                     |
| 5    | 臺灣地區 | 后卫 | 林月汝（ 2000 年2月7日）                       |
| 6    | 臺灣地區 | 中场 | 周昕儀（ 2002 年12月3日）                      |
| 7    | 臺灣地區 | 中场 | 梁凱柔（ 1999 年3月26日）                      |
| 9    | 臺灣地區 | 后卫 | 郭祖兒（ 1997 年1月21日）                      |
| 10   | 臺灣地區 | 前锋 | 李綉琴（ 1992 年8月18日）                      |
| 11   | 日本     | 中场 | 若林 美里 Minori Wakabayashi（ 1993 年6月1日） |
| 13   | 臺灣地區 | 后卫 | 呂孟舫（ 2000 年3月28日）                      |
| 14   | 臺灣地區 | 前锋 | 吳愷晴（ 1999 年11月14日）                     |

| 號碼 |          | 位置 | 球員                             |
| ---- | -------- | ---- | -------------------------------- |
| 15   | 臺灣地區 | 前锋 | 湯詠晴（ 1995 年1月29日）        |
| 16   | 臺灣地區 | 后卫 | 曾雯婷（ 1996 年5月17日）        |
| 17   | 臺灣地區 | 中场 | 李翊瑄（ 2006 年4月4日）         |
| 18   | 臺灣地區 | 门将 | 陳巧倫（ 1999 年12月24日）       |
| 19   | 臺灣地區 | 后卫 | 劉芃宜（ 2003 年11月5日）        |
| 20   | 臺灣地區 | 中场 | 林伊曼（ 2002 年4月6日）         |
| 21   | 臺灣地區 | 中场 | 松于庭（ 2003 年10月10日）       |
| 22   | 臺灣地區 | 后卫 | 段雨柔（ 1995 年11月19日）       |
| 23   | 臺灣地區 | 中场 | 何宣宜（ 1995 年11月14日）       |
| 24   | 臺灣地區 | 门将 | 王若萍（ 2006 年3月7日）         |
| 25   | 臺灣地區 | 前锋 | 林欣梅（ 2002 年12月22日）       |
| 26   | 臺灣地區 | 中场 | Rebecca Sherry（ 2004 年3月4日） |

## 外部連結
- 高雄陽信銀行女子足球隊的Facebook專頁
- 中華民國足球協會 （页面存档备份，存于）
- 高雄陽信銀行女子足球隊官方網站 （页面存档备份，存于）